# 竹田城
竹田城是日本近畿地方兵庫縣朝來市和田山町竹田的中世山城。因為江戶幕府發佈的一國一城令，竹田城於1600年遭廢城拆除，僅留存石牆、護城河、井等遺跡。此城座落於古城山（虎臥山）的山頂，海拔高353.7公尺。2006年入選日本100名城。
每年秋季約9月至11月的日出前至上午8時，於此城常可見到雲海，故竹田城又稱為「天空之城」。

## 相關條目

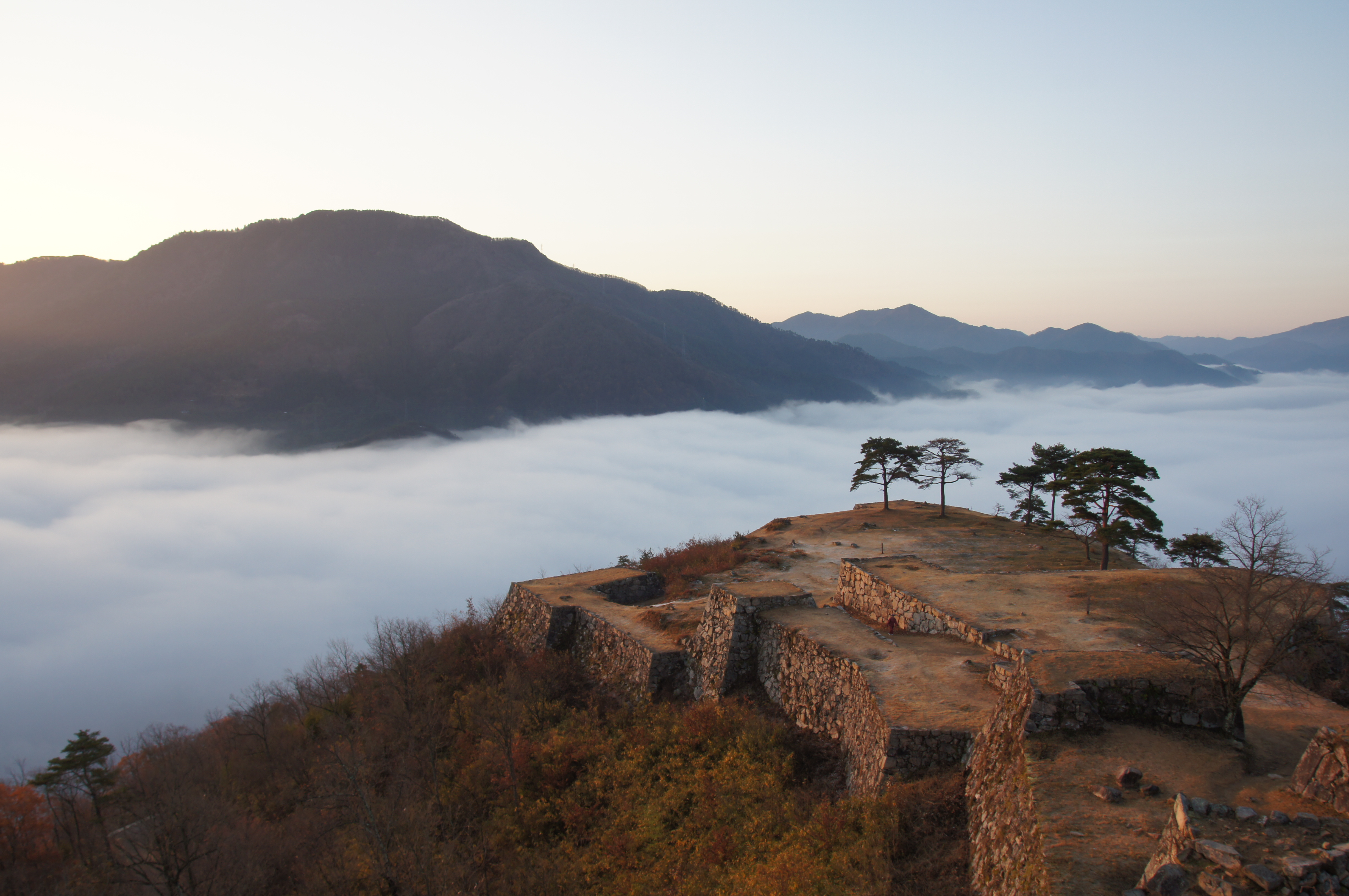
竹田城的雲海